# Синиця білоспинна
Синиця білоспинна (Melaniparus leuconotus) — вид горобцеподібних птахів родини синицевих (Paridae). Мешкає в Ефіопії і Еритреї.

## Поширення і екологія
Білоспинні синиці живуть в гірських тропічних лісах і високогірних чагарникових заростях на висоті від 1800 до 3500 м над рівнем моря.